# Claudio Cristofanelli
Claudio Cristofanelli (* 13. September 1963 in Rosario) ist ein ehemaliger argentinischer Fußballspieler und heutiger -trainer.

## Karriere

### Spieler
In seiner aktiven Karriere spielte er von 1985 bis 1992 bei Ferro Carril Oeste und danach bei Huracán bis Sommer 1993.

### Trainer
Von der Saison 2005/06 an bis zum Ende der Spielzeit 2008/09 war er Trainer der Zweitvertretung des Racing Club, hier sprang er am 5. April 2008 als Interimstrainer bei der ersten Mannschaft ein, wo er ein 1:1 gegen Vélez Sarsfield begleitete.
Danach trat er dem Trainerteam von Gustavo Alfaro bei und begleitete ihn auf der Position eines Co-Trainers zum Arsenal FC, zu Tigre, zu Gimnasia, zu Huracán und zu den Boca Juniors. Seit August 2020 ist er Teil des Trainerstabes der ecuadorianischen Nationalmannschaft.